# Habrotrocha thermalis
Habrotrocha thermalis är en hjuldjursart som beskrevs av Ferdinand Albin Pax och Wulfert 1942. Habrotrocha thermalis ingår i släktet Habrotrocha och familjen Habrotrochidae. Inga underarter finns listade i Catalogue of Life.